# برتران پوارو-دلپش
برتران پوارو-دلپش (به فرانسوی: Bertrand Poirot-Delpech) رمان‌نویس، روزنامه‌نگار، مقاله‌نویس و محقق مشهور فرانسوی و عضو آکادمی فرانسه

## زندگینامه
برتران پوارو-دلپش عضو آکادمی فرانسه مدت بیش از ۵۰ سال در روزنامه لوموند کار می‌کرد.
او در این روزنامه معتبر مسوولیت نوشتن مقاله‌های قضایی ، تئاتر و سپس ادبی را به عهده داشت.
پوارو-دلپش ، یک مدافع سرسخت زبان فرانسه در سال ۱۹۸۶ به عضویت مادام العمر آکادمی فرانسه انتخاب شده بود.
در پی عوارض یک بیماری روز سه شنبه ۱۴ نوامبر ۲۰۰۶ در سن ۷۷ سالگی در پاریس درگذشت.

## آثار
از آثار مشهور برتران پوارو-دلپش که موفق به کسب جوایز ادبی معتبر شده‌اند می‌توان به کتاب‌های زیر اشاره کرد :
- «داده کبیر» (۱۹۵۸)
- «دیوانه لیتوانی» (۱۹۷۰)
- «تابستان ۳۶» (۱۹۸۵)
- «سلام ساگان» (۱۹۸۶)
- «آقای باربی حرفی برای گفتن ندارد» (۱۹۸۷)
- «گذرگاه ها»

آخرین کتاب وی «نمایش سایه‌ها» (۱۹۹۸) نام داشت و دربارهٔ خاطرات خصوصی پرشور و هیجان خودش در حال ۱۹۹۷ است